# Yūki kassen ekotoba
La Yūki kassen ekotoba (結城合戦絵詞?) è una pergamena del XV secolo contenente sia testo che illustrazioni rappresentanti il seppuku di Ashikaga Mochiuji e la ribellione di Yūki Ujitomo contro lo shōgun Ashikaga Yoshinori (battaglia di Yūki). 
È larga 28.80 cm e lunga 378.20 cm. La pergamena è un'importante proprietà culturale del Giappone.